# Armă

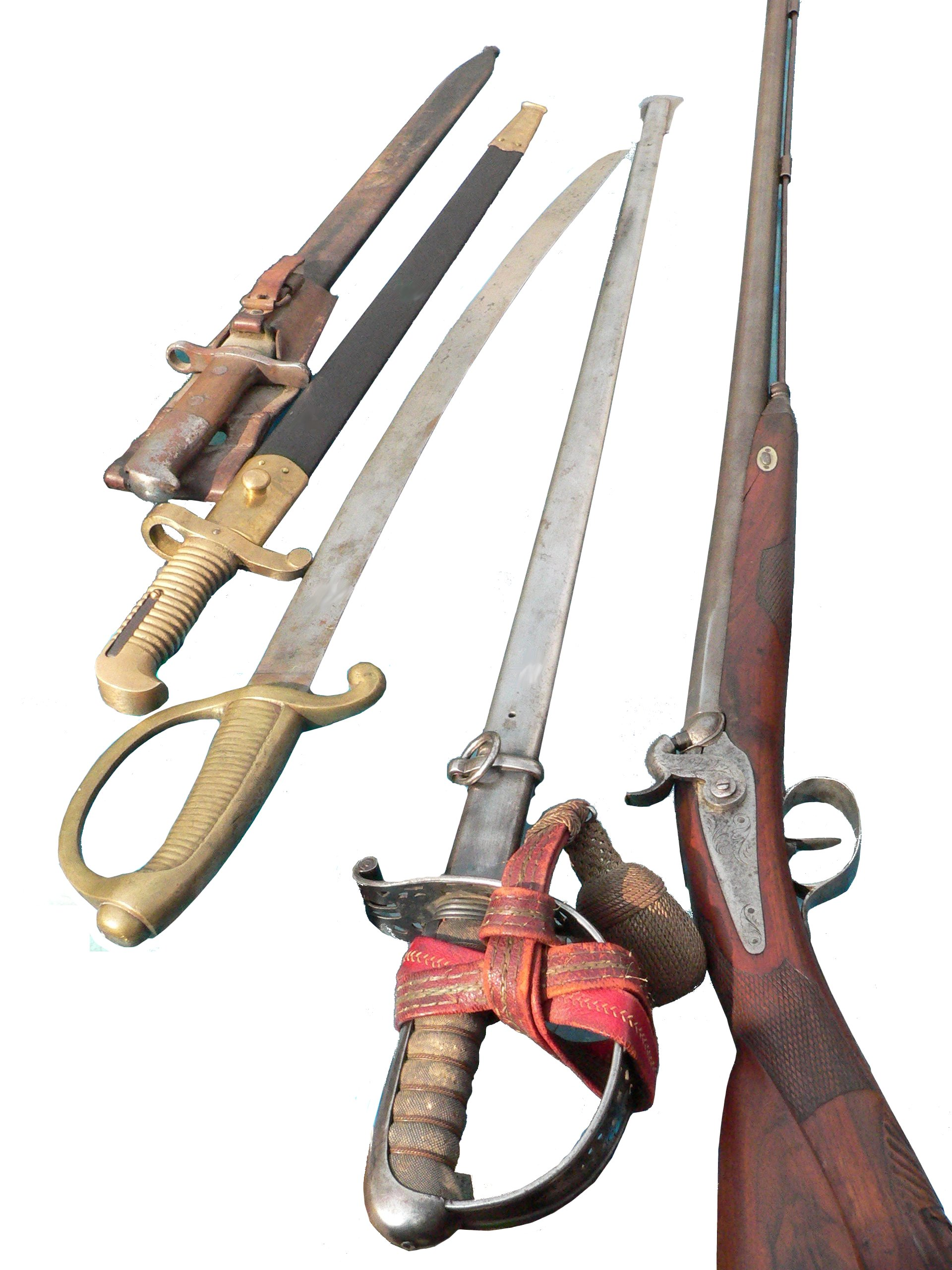
Arme de foc și arme albe.

O armă este un obiect conceput pentru a fi folosit în luptă, cu scopul de a răni, ucide, dezarma sau imobiliza un adversar sau o victimă.
În România, în contextul Legii nr. 295/2004 privind regimul armelor și al munițiilor, arma este definită ca fiind „orice obiect sau dispozitiv a cărui funcționare determină aruncarea unuia sau mai multor proiectile, substanțe explozive, aprinse sau luminoase, amestecuri incendiare ori împrăștierea de gaze nocive, iritante sau de neutralizare”. Această lege nu se referă la toate tipurile de arme.

Încărcare armă (animație)

## Definiție
În general este greu de a defini arma, deoarece termenul este influențat de diferite puncte de vedere culturale, tehnice, care a evoluat diferențiat după țări și epoce istorice.
Dar în general arma, în biologie, este un mijloc de a înlesni unei viețuitoare, acțiunea de atac psihic sau fizic, ca și de apărare a propriei vieți, care de la caz la caz duce la rănirea sau chiar uciderea adversarului. Arma poate distruge în afară de vieți și bunuri materiale, care pot fi nimicite complet sau sunt reduse la o folosire limitată.
După modul de acționare sau din punct de vedere tehnico-medical, sunt arme clasice sau nucleare, arme biologice, chimice, psihologice etc.
Arma, începând de la construcția cea mai simplă, poate să fie o piatră, o unealtă poate să devină după modul de folosire o armă ca de exemplu un cuțit, sau un ciocan.
Arma psihologică este utilizată într-un război cu scopul de a demoraliza persoanele civile și militare, care duce la reducerea substanțială a potențialului de luptă și rezistență a inamicului. Aceasta se realizează printr-o campanie de propagandă de dezinformare, la care se adaugă acțiunile de sabotaj.
Oamenii politici folosesc o armă retorică, agresivă, prin procedeul de defăimare a adversarilor politici, aceștia fiind prezentați într-o lumină negativă, în acest caz dacă nu se ajunge la o agresiune fizică corporală, numai atacul verbal nu produce răniri de natură fizică, ci numai răni psihice.
Despre pictură, Pablo Picasso spunea în 1937: „Pictura nu este făcută numai cu scopul de a împodobi locuința, ci este și o armă de atac și apărare împotriva dușmanului”.
În informatică, există programe pentru computer care sunt folosite ca arme electronice, cele mai tipice fiind virușii, calul troian etc., care distrug date importante. Una dintre cele mai importante acțiuni de folosire a unor asemenea viruși a fost în timpul Războiului din Golful Persic, în cadrul operațiunii „Desert Storm” (1991), când un virus creat de americani a paralizat sistemul de apărare antiaeriană a Irakului.

## Categorii de arme sau armament
Din punct de vedere tehnic armele se pot împărți în:
- Arme cu coardă: arcul, arbaleta
- Arme explozive: sticle incendiare („cocktail Molotov”), bombe, grenade, mine, torpile, arme termobarice[2]
- Arme de împuns și tăiat (arme albe): sabia, spada, iataganul, pumnalul, baioneta
- Arme istorice: catapulta, berbecul, sulița, halebarda
- Arme cu aer comprimat (arme de tir sportiv)
- Arme de foc (cu gaze fierbinți formate de explozie): tunul, pușca, pistolul, pușca automată, mitraliera etc.
- Arme cu acțiune în masă: arme biologice, chimice, nucleare

Din punct de vedere al utilizatorilor armele se pot împărți în:
- Arme de vânătoare
- Arme personale (sau arme de calibru mic) - concepute pentru a fi utilizate de către o singură persoană
- Arme de sprijin pentru infanterie - de calibru mai mare decât armele cu caracter personal, care necesită două sau mai multe persoane pentru funcționare
- Arme pentru fortificații - montate într-un amplasament permanent (fortificație)
- Arme pentru vehicule - pentru a fi montat pe orice tip de vehicul militar
- Arme pentru aeronave - desfășurate și utilizate de către un anumit tip de avion, elicopter, sau alte vehicule aeriene
- Arme navale - montate pe nave de suprafață și submarine
- Arme spațiale - concepute pentru a fi utilizate în spațiu sau lansate din spațiu

Armament militar:
- Armament militar terestru ușor: pistoale, puști cu repetiție, semi-automate sau automate, mitraliere
- Armament militar terestru greu: artileria, blindatele
- Armament militar aerian: avioanele (de vânătoare, de recunoaștere, bombardiere) și rachetele
- Armament militar naval (nave de luptă): cuirasate, crucișătoare, distrugătoare, torpiloare, portavioane, submarine.

## Industria de apărare
La nivel mondial, industria de apărare a ajuns la valoarea de 401 miliarde de dolari în anul 2009.
În anul 2012, cheltuielile anuale pentru armament se ridicau la aproximativ 1.738 miliarde de dolari (1.398 miliarde de euro).